# Annemarie Nissen
Annemarie Nissen (født 8. juli 1994) er en dansk mellemdistanceløber.
Hun har en række danske mesterskaber i 400 og 800 meterløb samt 400 meter hæk og i 2023 satte hun Danmarksrekord på 800 meteren i tiden 2:00,10.

## Reference
1. ↑  "Annemarie NISSEN". World Athletics.
2. ↑  Philip Selmann (9. august 2023), "VM-løberen Annemarie har ramt 'en ny virkelighed' efter endnu en dansk rekord", DR.dk, Wikidata  Q121322983